# Grupo de Reconciliación de la Historia Europea
El Grupo de Reconciliación de Historias Europeas es un grupo informal de todos los partidos del Parlamento Europeo involucrado en la promoción del Proceso de Praga en toda Europa, con el objetivo de llegar a un acuerdo con el pasado totalitario en muchos países de Europa. El grupo está presidido por la ex comisaria europea Sandra Kalniete e incluye miembros del  Partido Popular Europeo, el Alianza de los Demócratas y Liberales, el Grupo de Los Verdes/Alianza Libre Europea, el Grupo de la Alianza Progresista de Socialistas y Demócratas, Grupo Unión por la Europa de las Naciones y los Grupo de los Conservadores y Reformistas Europeos. En 2011, era un grupo de 40 miembros, entre Sandra Kalniete, Hans-Gert Pöttering Presidente de la Fundación Konrad Adenauer y expresidente del Parlamento Europeo, László Tőkés Vicepresidente del Parlamento Europeo, Heidi Hautala  ex Presidenta del Subcomité de Derechos Humanos y Gunnar Hökmark Presidente del European Amigos de Israel. El grupo ha estado acompañado por una serie de audiencias públicas y otras reuniones en el Parlamento Europeo sobre totalitarismo y crímenes comunistas en Europa y Europa Central. El Grupo de Reconciliación de la Historia Europea también cooperará la Plataforma de la Memoria y de la Conciencia Europeas.
Según el historiador Mano Toth, "en la práctica el grupo informal se ha vuelto completamente dominado por la agenda del grupo anticomunista" y suscribe la teoría de que los crímenes nazis y comunistas son moralmente equivalentes. Toth también afirma que la mayoría de los participantes del grupo son políticos de derecha de Europa del Este que son conocidos por su postura anticomunista.

## Miembros
- Bastiaan Belder, EFD
- Kinga Gál, PPE
- Cristina Gutiérrez-Cortines, PPE
- Ágnes Hankiss, PPE
- Heidi Hautala, Greens/EFA
- Gunnar Hökmark, PPE
- Anneli Jäätteenmäki, ALDE
- Philippe Juvin, PPE
- Sandra Kalniete, PPE
- Arturs Krišjānis Kariņš, PPE
- Tunne Kelam, PPE
- Andrey Kovatchev, PPE
- Alain Lamassoure, PPE
- Vytautas Landsbergis, PPE
- Monica Luisa Macovei, PPE
- Iosif Matula, PPE
- Marek Migalski, ECR
- Radvilė Morkūnaitė, PPE
- Mariya Ivanova Nedelcheva, PPE
- Kristiina Ojuland, ALDE
- Ivari Padar, S&D
- Bernd Posselt, PPE
- Hans-Gert Pöttering, PPE
- Cristian Dan Preda, PPE
- Zuzana Roithová, PPE
- Jacek Saryusz-Wolski, PPE
- György Schöpflin, PPE
- Sógor Csaba, PPE
- Peter Šťastný, PPE
- Theodor Stolojan, PPE
- László Surján, PPE
- József Szájer, PPE
- Csaba Tabajdi, S&D
- László Tőkés, PPE
- Traian Ungureanu, PPE
- Viktor Uspaskich, ALDE
- Inese Vaidere, PPE
- Anna Záborská, PPE
- Paweł Zalewski, PPE
- Milan Zver, PPE